# EN 62262
EN 62262 es una norma europea, equivalente a la norma internacional IEC 62262 (2002), que se refiere a las calificaciones de los grados de protección IK. Esta es una clasificación numérica internacional para los grados de protección proporcionados por las envolventes de materiales eléctricos contra los impactos mecánicos externos. Proporciona un medio para especificar la capacidad de un recinto para proteger su contenido de los impactos externos. El Código IK se definió originalmente en la norma europea BS EN 50102 (1995, modificación 1998). Tras su adopción como estándar internacional en 2002, la norma europea EN 62262 se volvió a numerar.
Antes de la llegada del código IK, se añadía ocasionalmente un tercer número al Grado de protección IP, para indicar el nivel de protección contra impactos - por ejemplo, IP66 (9). El uso no estándar de este sistema fue uno de los factores que condujeron al desarrollo de este estándar, que utiliza un código separado de dos números para distinguirlo de los sistemas ya existentes.
La EN 62262 especifica la forma en que deben montarse las envolventes cuando se llevan a cabo las pruebas, las condiciones atmosféricas que deben prevalecer, el número de impactos (5) e, incluso, la distribución, el tamaño, el estilo, material, dimensiones, etc de los distintos tipos de martillo diseñados para producir los niveles de energía requeridos.
| Código IK                  | IK00 | IK01 | IK02 | IK03 | IK04 | IK05 | IK06 | IK07 | IK08 | IK09 | IK10 |
| -------------------------- | ---- | ---- | ---- | ---- | ---- | ---- | ---- | ---- | ---- | ---- | ---- |
| Energía de impacto (julio) | *    | 0.15 | 0.20 | 0.35 | 0.50 | 0.70 | 1    | 2    | 5    | 10   | 20   |

*Sin protección de acuerdo con la norma